# Keonthal
Keonthal était un État princier des Indes, dirigé par des souverains qui portèrent le titre de "rana" puis de "radjah" et qui subsista jusqu'en 1948, date à laquelle il fut intégrer à l'État d'Himachal-Pradesh.
Keonthal fut occupé par le Népal de 1803 à 1814.

## Liste des ranas puis radjahs de Keonthal
- 1800-1803 Raghunath-Sen (+1831)
- 1814-1831 Raghunath-Sen (rétabli)
- 1831-1862 Sansar-Sen (+1862)
- 1862-1882 Mahendra-Sen (+1882)
- 1882-1901 Balbir-Sen (1852-1901)
- 1901-1916 Bije-Sen (1877-1916)
- 1916-1940 Hemendra-Sen (1905-1940)
- 1940-1948 Hitendra-Sen (1925-2002)